# Вили Другі
Вили Другі (рос. Вилы Вторые, пол. Wiły, Widły) — колишній хутір Троянівської волості Житомирського повіту Волинської губернії та Василівської сільської ради Троянівського району Волинської округи.

## Населення
На початку 20 століття у поселенні налічувалося 68 мешканців, дворів — 8, у 1906 році — 58 мешканців, дворів — 8.

## Історія
На початку 20 століття — село Троянівської волості Житомирського повіту Волинської губернії, за 17 верст від Житомира.
У 1906 році — хутір Троянівської волості (6-го стану) Житомирського повіту Волинської губернії. Відстань до губернського та повітового центру, м. Житомир, становила 20 верст, від волосного центру, містечка Троянів — 32 верст. Найближче поштово-телеграфне відділення розміщувалося у Житомирі.
З 1925 року числився у складі Василівської сільської ради Троянівського району Волинської округи.
Знятий з обліку населених пунктів до 1 жовтня 1941 року.